# Myrtle Augee
Myrtle Sharon Mary Augee (ur. 4 lutego 1965 w Greenwich) – brytyjska lekkoatletka, specjalistka pchnięcia kulą, dwukrotna olimpijka, czterokrotna medalistka igrzysk Wspólnoty Narodów w barwach Anglii. Z powodzeniem startowała również w podnoszeniu ciężarów i trójboju siłowym.

## Kariera lekkoatletyczna
Na igrzyskach Wspólnoty Narodów reprezentowała Anglię, a na pozostałych dużych imprezach międzynarodowych Wielką Brytanię.
Zajęła 9. miejsce w pchnięciu kulą na halowych mistrzostwach Europy w 1986 w Madrycie. Zdobyła brązowy medal na igrzyskach Wspólnoty Narodów w 1986 w Edynburgu, przegrywając tylko z Australijką Gael Martin i swoją koleżanką z reprezentacji Anglii Judy Oakes. Zajęła 17. miejsce na mistrzostwach Europy w 1986 w Stuttgarcie, 7. miejsce na halowych mistrzostwach Europy w 1987 w Liévin, a także 10. miejsce na halowych mistrzostwach świata w 1987 w Indianapolis.
Odpadła w kwalifikacjach na igrzyskach olimpijskich w 1988 w Seulu. Na halowych mistrzostwach Europy w 1989 w Hadze zajęła 7. miejsce.
Zwyciężyła w pchnięciu kulą na igrzyskach Wspólnoty Narodów w 1990 w Auckland, wyprzedzając swe koleżanki z reprezentacji Anglii Judy Oakes i Yvonne Hanson-Nortey. Zajęła 9. miejsce na mistrzostwach Europy w 1990 w Splicie. Odpadła w kwalifikacjach na mistrzostwach świata w 1991 w Tokio, na igrzyskach olimpijskich w 1992 w Barcelonie, na mistrzostwach świata w 1993 w Stuttgarcie i na mistrzostwach Europy w 1994 w Helsinkach.
Zdobyła srebrne medale na igrzyskach Wspólnoty Narodów w 1994 w Victorii i na igrzyskach Wspólnoty Narodów w 1998 w Kuala Lumpur, za każdym razem przegrywając z Judy Oakes, a na igrzyskach Wspólnoty Narodów w 2002 w Manchesterze zajęła 5. miejsce.
Była mistrzynią Wielkiej Brytanii (WAAA) w pchnięciu kulą w 1989, 1992, 1993, 1999 i 2002, wicemistrzynią w latach 1984–1988, 1990, 1991, 1994 i 1996–1998 oraz brązową medalistką w tej konkurencji w 1983, a także halową mistrzynią w pchnięciu kulą w 1989, wicemistrzynią w 1984 i 1987 oraz brązową medalistką w 1985. Była również mistrzynią UK Championships w pchnięciu kulą w 1990, 1992 i 1993 wicemistrzynią w latach 1984–1987, 1989, 1991 i 1997 oraz brązową medalistką w 1983.
Jej rekord życiowy w pchnięciu kulą wynosi 19,03 m, ustanowiony 2 czerwca 1990 w Cardiff.

## Kariera w podnoszeniu ciężarów
Augee była brązową medalistką mistrzostw świata w 1994 w Stambule w kategorii ponad 83 kg, mistrzynią Europy w tej samej kategorii wagowej w 1993 w Walencji i 1995 w Beer Szewa oraz wicemistrzynią Europy w 1994 w Rzymie.

## Kariera w trójboju siłowym
Augee była mistrzynią świata w trójboju siłowym w kategorii ponad 90 kg w 1988. Była również mistrzynią Europy (w tej samej kategorii) w 1988 i 1989.